# Rząd Józefa Świeżyńskiego
Rząd Józefa Świeżyńskiego – ostatnia Rada Ministrów Królestwa Polskiego, pod przewodnictwem Józefa Świeżyńskiego, powołana 23 października 1918 r. przez Radę Regencyjną. Gabinet ten zastąpił rząd Jana Kantego Steczkowskiego. W dniu 4 listopada 1918 r. Rada Regencyjna odwołała rząd Świeżyńskiego w związku z próbą zamachu stanu, zorganizowaną przez ministra Zygmunta Chrzanowskiego. Józef Świeżyński uznał dymisję kontrasygnując odpowiedni reskrypt Rady Regencyjnej. Gabinet Świeżyńskiego został zastąpiony prowizorium rządowym Władysława Wróblewskiego.

## Skład 23 października
- Józef Świeżyński – Prezydent Ministrów
- Zygmunt Chrzanowski – Minister Spraw Wewnętrznych
- Antoni Ponikowski – Minister Wyznań Religijnych i Oświecenia Publicznego
- Józef Higersberger – Minister Sprawiedliwości
- Władysław Grabski – Minister Rolnictwa i Dóbr Koronnych
- Andrzej Wierzbicki – Minister Przemysłu

## Powołani 26 października
- Stanisław Głąbiński – Minister Spraw Zagranicznych[3]
- Józef Wolczyński – powołany na stanowisko Ministra Zdrowia, Opieki Społecznej i Ochrony Pracy, od 25 października 1918 r. biorący udział w posiedzeniach Rady Ministrów jako Minister Opieki Społecznej i Ochrony Pracy, od 28 października 1918 r. – jako Minister Ochrony Pracy[4]
- Wacław Paszkowski – Minister Komunikacji[3]
- Antoni Mińkiewicz – Minister Aprowizacji[3]

Faktycznie politycy ci brali udział w posiedzeniach Rady Ministrów w charakterze jej członków przed powołaniem ich przez Radę Regencyjną – Stanisław Głąbiński i Wacław Paszkowski od dnia utworzenia rządu, Antoni Mińkiewicz – od 24 października, a Józef Wolczyński – od 25 października.

## Wakaty
Józef Englich powołany został na stanowisko Ministra Skarbu nie wcześniej, niż 30 października 1918 r.. Wcześniej funkcję kierownika Ministerstwa Skarbu pełnił podsekretarz stanu Antoni Wieniawski.
W piśmie skierowanym do Kanclerza Rzeszy, opublikowanym w Monitorze Polskim Nr 184 z 24 października 1918 r., Prezydent Ministrów Józef Świeżyński podał, że brygadier Józef Piłsudski został powołany na stanowisko Ministra Spraw Wojskowych. W zastępstwie Ministra Spraw Wojskowych rozporządzenie z 30 października 1918 r. w sprawie okręgów wojskowych podpisali Prezydent Ministrów Józef Świeżyński oraz Minister Spraw Wewnętrznych Zygmunt Chrzanowski. Funkcję kierownika ministerstwa pełnił szef Sekcji Technicznej Jan Wroczyński, działając pod nadzorem Szefa Sztabu Generalnego Wojska Polskiego.
Nieobsadzone pozostawało też stanowisko Ministra Zdrowia Publicznego i Opieki Społecznej, pomimo utworzenia 2 listopada 1918 r. odpowiedniego ministerstwa. Kierownikiem tego resortu był Władysław Szenajch, Naczelnik Wydziału Opieki Państwowej nad Dzieckiem i Matką.